# های‌وی‌من
های وِی مِن (به انگلیسی: The Highwaymen)، یک ابر گروه موسیقی کانتری آمریکایی بود که از چهار هنرمند بزرگ موسیقی کانتری که پیشگام زیرژانر کانتری قانون‌شکن بودند، تشکیل شده بود: جانی کش، وایلون جنینگز، ویلی نلسون و کریس کریستوفرسون.
بین سال‌های ۱۹۸۵ و ۱۹۹۵، این گروه سه آلبوم اصلی (دو آلبوم در کلمبیا رکوردز و یک آلبوم درلیبرتی رکوردز)را تحت عنوان The Highwaymen ضبط کرد.
آثار آنها در کلمبیا شامل سه تک آهنگ از جمله آهنگ شماره یک "Highwayman" که در سال ۱۹۸۵ ساخته شد.
بین سال‌های ۱۹۹۶ و ۱۹۹۹، نلسون، کریستوفرسون، کش و جنینگز، صدا و نمایشنامه‌سازی را برای مجموعه لوئیس لمور، مجموعه‌ای از جعبه‌های چهار سی‌دی از هفت داستان لویی لعمور که توسط کمپانی هایبریج منتشر شد، ارائه کردند. این اثر با عنوان "راهزنان" شناخته می‌شود.
این چهار نفر با هم در فیلم Stagecoach محصول سال ۱۹۸۶میلادی بازی کردند.

## ترانه‌شناسی

### آلبوم‌های استودیویی
| عنوان                                   | مشخصات                                                 | جایگاه در چارت جهانی | جایگاه در چارت جهانی | جایگاه در چارت جهانی | جایگاه در چارت جهانی | جایگاه در چارت جهانی | جایگاه در چارت جهانی | گواهینامه ها                              |
| عنوان                                   | مشخصات                                                 | US Country           | US                   | AUS                  | CAN Country          | DEN                  | NOR                  | گواهینامه ها                              |
| --------------------------------------- | ------------------------------------------------------ | -------------------- | -------------------- | -------------------- | -------------------- | -------------------- | -------------------- | ----------------------------------------- |
| Highwayman                              | - Release date: ۶ مه ۱۹۸۵ - Label: کلمبیا رکوردز       | ۱                    | ۹۲                   | ۲۳                   | —                    | —                    | —                    | - AUS: پلاتینوم - US: پلاتینوم - CAN: طلا |
| Highwayman 2                            | - Release date: ۹ فوریه ۱۹۹۰ - Label: Columbia Records | ۴                    | ۷۹                   | ۹                    | —                    | —                    | —                    | - AUS: پلاتینوم                           |
| The Road Goes On Forever                | - Release date: ۴ آوریل ۱۹۹۵ - Label: لیبرتی رکوردز    | ۴۲                   | —                    | ۴۶                   | ۱۰                   | ۸                    | ۱۱                   |                                           |
| "—" denotes releases that did not chart |                                                        |                      |                      |                      |                      |                      |                      |                                           |